# Puigllançada
El Puigllançada és una muntanya de 2.409,15 metres que es troba al municipi de Bagà, a la comarca catalana del Berguedà.
A la cara nord s'hi situa el sector de Torrent Negre de l'estació d'esquí de la Molina. Aquest cim està inclòs al Repte dels 100 cims de la Federació d'Entitats Excursionistes de Catalunya (FEEC). L'Institut Cartogràfic de Catalunya (ICC) l'ha catalogat com un dels cims emblemàtics del país. Al cim s'hi troba el vèrtex geodèsic número 283082001.

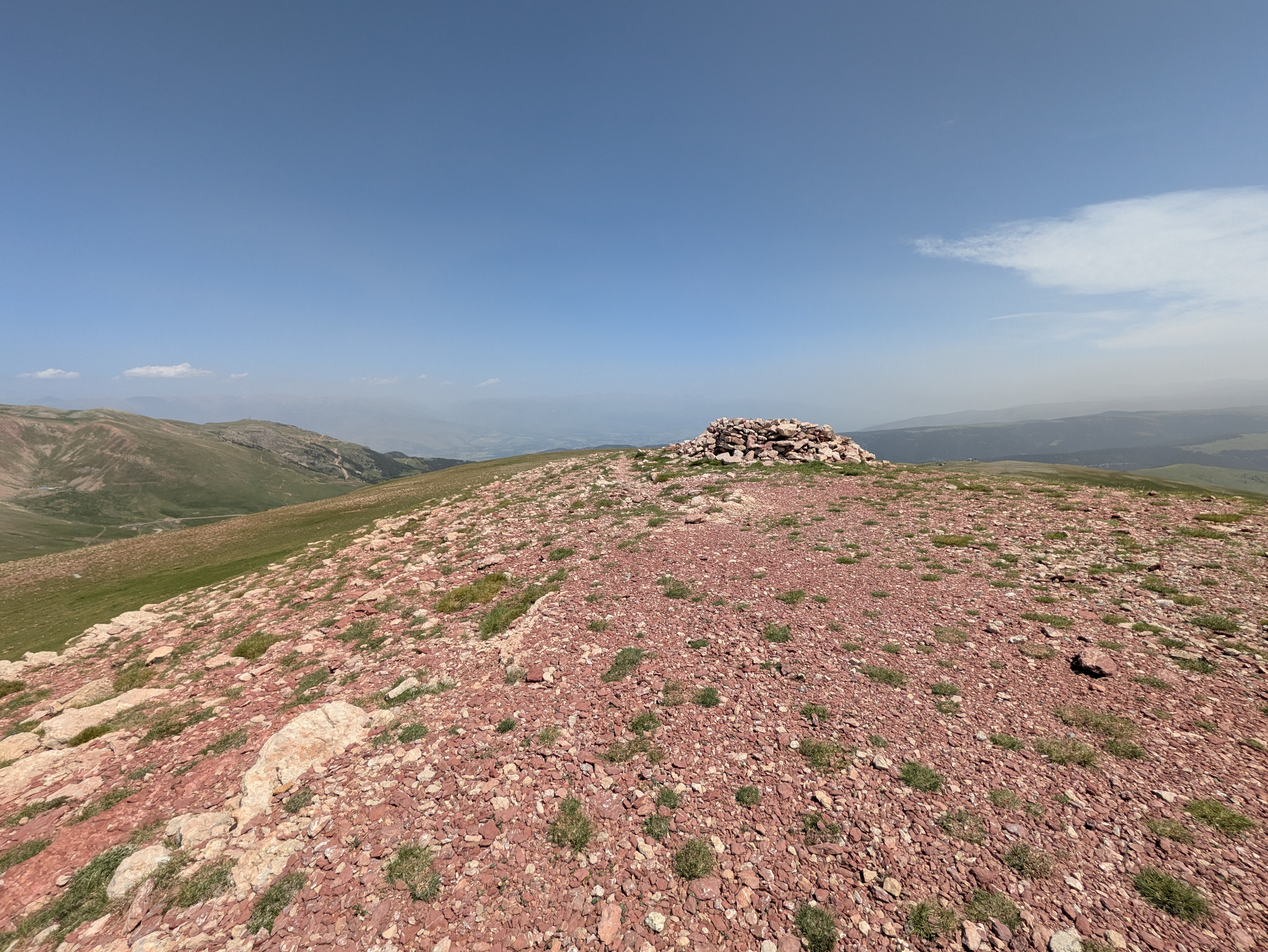
Al cim del Puigllançada (calcàrie de Devonià).

És una muntanya de morfologia arrodonida i gens escarpada, i la seva ascensió és molt fàcil en bones condicions climatològiques. Una de les rutes habituals per accedir-hi és des del Coll de Pal, amb sortida a 2.000 metres, i l'altra és fer-ho des dels Alabaus (cota 1.905 m) de La Molina, el que es coneix com la collada del Pedró.

## Telecomunicacions

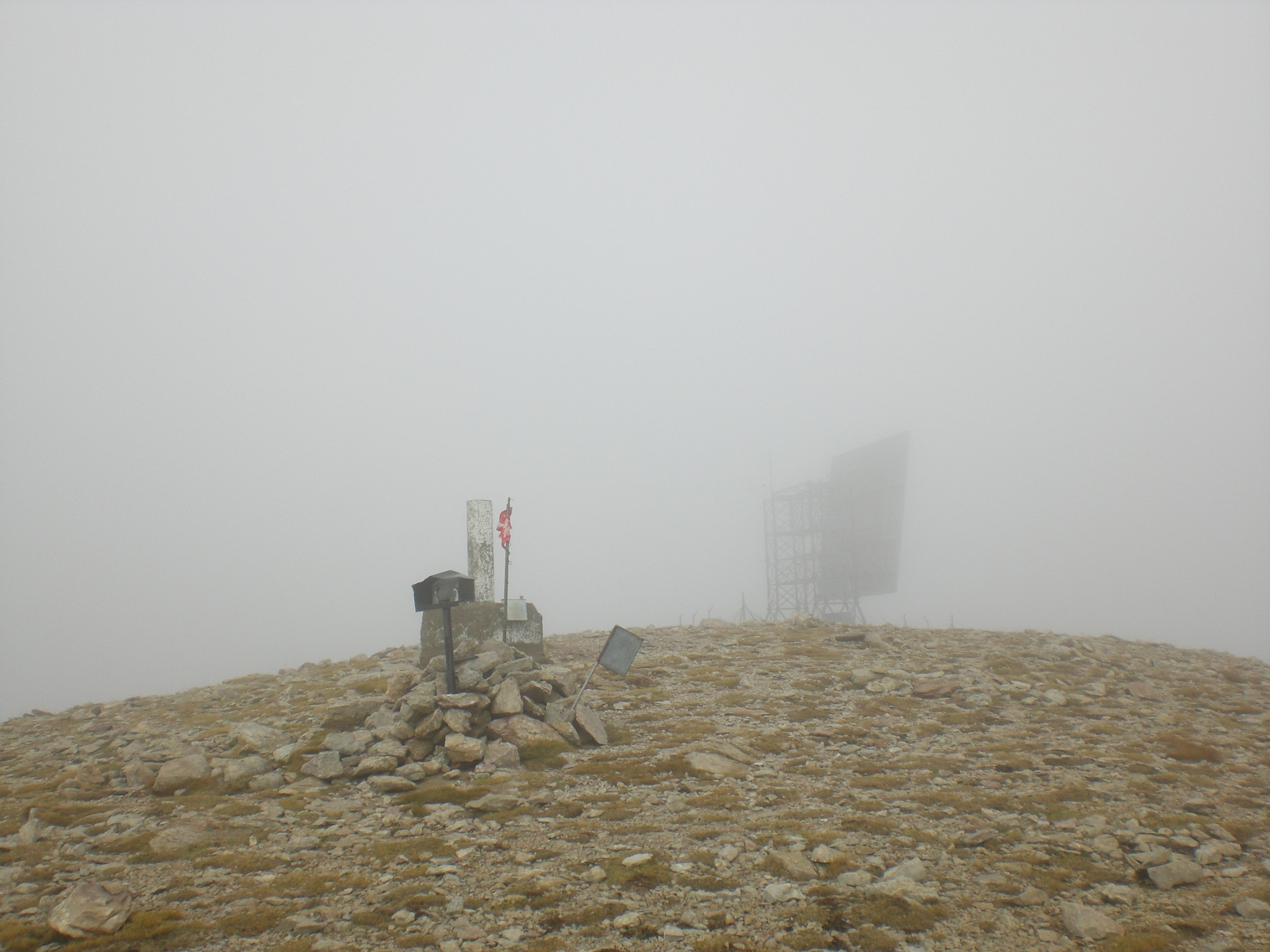
Cim del Puigllançada amb l'antena passiva, al 2011

La situació del cim amb bones vistes i sense ombres va ser objecte d'una instal·lació d'una antena passiva per a telefonia fixa, era un panell reflectant que s'utilitza en radioenllaços per microones. Es tracta d'un rectangle metàl·lic de fins a 10 × 10 metres, sòlidament ancorat que fa les funcions de mirall, on reboten les ones de l'enllaç. La seva utilització, en tecnologia analògica per damunt d'1 GHz, es va generalitzar per a la telefonia fixa als anys 1970.
Al llarg del temps va quedar obsoleta i l'Ajuntament de Bagà (titular del terreny i administració local competent) en van demanar la retirada. El juny de 2012 va ser retirada tota la instal·lació, i es va recuperar el seu aspecte anterior.